# Josephus Jacobus Smits
Josephus Jacobus Smits (Dommelen, 25 juli 1764 - Eindhoven, 30 november  1850) is een voormalig burgemeester van de Nederlandse stad Eindhoven. 
Smits werd geboren als zoon van Jacobus Smits en Elisabeth Vermuelen en was een broer van de Eindhovense burgemeesters Reinier Peter Smits en Johannes Theodorus Smits. 
Hij was koopman en fabrikant en in 1805-1806 burgemeester van Eindhoven.
Hij trouwde te Eindhoven op 25 augustus 1793 met Maria Catharina van Berck, dochter van Joannes van Berck en Cornelia Smits, gedoopt te Eindhoven op 3 september 1764, begraven in Eindhoven op 24 oktober 1798. 